# يواكيم نيفيس
يواكيم نيفيس هو لاعب كرة قدم برتغالي في مركز الدفاع، ولد في 24 ديسمبر 1970 في سانتو تريسو في البرتغال. شارك مع منتخب البرتغال لكرة القدم. أما مع النوادي، فقد لعب مع ديبورتيفو داس أيفيس وسبورتينغ براغا ونادي بورتو ونادي بيلينينسش ونادي جل فيسنتي ونادي ماريتيمو.

## وصلات خارجية
- يواكيم نيفيس على موقع قاعدة بيانات كرة القدم.إي يو (الإنجليزية)
- يواكيم نيفيس على موقع ناشيونال فوتبول تيمز (الإنجليزية)
- يواكيم نيفيس على موقع عالم كرة القدم.نت (الإنجليزية)